# Йохан I фон Крихинген
Йохан I фон Крихинген (на немски: Johann I von Criechingen; * пр. 1365; † между 21 октомври 1398 и 16 май 1399) е благородник, господар на Крихинген и Пютлинген в Саарланд.

## Произход и наследство
Той е син на Вирих фон Дорсвайлер-Крихинген († 1375/1377) и съпругата му Сара фон Хомбург († сл. 1351), дъщеря на Йохан I фон Хомбург († 1316) и Изабела († сл. 1336). Внук е на Вирих фон Дорсвайлер († сл. 1351), господар на Крихинген, байлиф на епископа на Мец, и дъщеря на Йохан фон Крихинген и Елизабет фон Малберг. Потомък е на Готфрид фон Дорсвайлер (* пр. 1252; † сл. 1264), първият известен господар на Дорсвайлер, наричан фон Морсберг, и Лорета фон Ролинген († сл. 1264).
Господарите фон Дорсвайлер наследяват господарите фон Крихинген и започват да се наричат фон Крихинген. Господарите на Крихинген чрез женитби получават големи територии в Саарланд, Горна Лотарингия и в Люксембург.

## Фамилия
Йохан I фон Крихинген се жени пр. 19 октомври 1359 г. за Хенриета фон Форбах († 18 март/1 септември 1398), дъщеря на Йохан фон Форбах († 1362) и Жанета фон Варсберг († сл. 1365). Хенриета е последната собственичка от род Форбах на Пютлинген. Така той получава Пютлинген и се настанява там. Те имат 5 деца:
- Елизабет фон Крихинген († сл. 1403)
- Хилдегард фон Крихинген († сл. 1409), омъжена ок. 1382 г. за Фридрих фон Монклер, господар на Берг († пр. 1409)
- Йохан II фон Крихинген († 2 юли 1431 в битка), господар на Хомбург, Пютлинген, Детцем и Крихинген, женен 1386 г. за Ирмгард фон Питинген († сл. 1411/1419), наследничка на Питинген и Бисинген, дъщеря на рицар Арнолд V фон Питлинген-Дагщул († 1404/1408) и Маргарета фон Бисен († сл. 1410)
- Николаус фон Крихинген († 1395/1399/1402)
- Томас фон Крихинген